# Ulrich Schneider (Historiker)

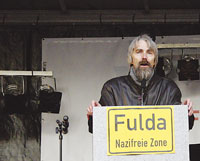
Ulrich Schneider als Redner auf einer Antifa-Demo (2012)

Ulrich Schneider (* 1954 in Bremen) ist ein deutscher Historiker, Generalsekretär der Internationalen Föderation der Widerstandskämpfer (FIR) – Bund der Antifaschisten und ehemaliger Bundessprecher der VVN-BdA.

## Leben
Nach dem Erwerb seiner Hochschulreife studierte er Deutsch, Geschichte und Sozialkunde in Marburg/Lahn und promovierte dort mit der Dissertation Die Bekennende Kirche zwischen „freudigem Ja“ und antifaschistischem Widerstand. Nach längerer Tätigkeit an der Universität Kassel war er ab 2003 als Deutsch- und Geschichtslehrer am Beruflichen Gymnasium in Bebra tätig und Mitglied der Schulleitung. Dort leitete er von 2008 bis zu seinem Ruhestand im Sommer 2019 eine Abteilung. Seit seinem Ruhestand arbeitet er als freier Journalist für verschiedene Tageszeitungen und Fachzeitschriften.
Seit 1975 veröffentlicht Schneider zu den Themen antifaschistischer Widerstand, regionale Zeitgeschichte und Geschichte des KZ Buchenwald. Er ist Autor zahlreicher Buch- und Zeitschriftenveröffentlichungen mit den Schwerpunkten Geschichte des antifaschistischen Widerstands, Auseinandersetzung mit Geschichtsrevisionismus und Antifaschismus heute.
Seit 1975 ist er Mitglied der Vereinigung der Verfolgten des Naziregimes – Bund der Antifaschistinnen und Antifaschisten (VVN-BdA), von 1991 bis 2024 war er als Vorstandsmitglied einer der Bundessprecher. Seit 2020 arbeitet er in der Redaktion der Zeitschrift Antifa. Er ist auch Geschäftsführer der Lagergemeinschaft Buchenwald – Dora/ Freundeskreis e. V. und Herausgeber der antifaschistischen Zeitschrift Die Glocke vom Ettersberg.
Seit 1991 ist er der Vertreter der VVN-BdA in der Internationalen Föderation der Widerstandskämpfer (FIR) und seit 2003 Generalsekretär der FIR. In dieser Funktion zeichnet er verantwortlich für die Durchführung der FIR-Kongresse in Berlin (2005), Athen (2007), Berlin (2010), Wien (2011), Sofia (2013), Prag (2016), Reggio Emilia (2019) und Barcelona (2023) sowie der Konferenzen beim Europäischen Parlament 2006 und 2007. Schneider ist Koordinator der FIR für die Internationalen Jugendtreffen in Buchenwald 2008, Auschwitz 2012, 2015 und Buchenwald 2025.

## Veröffentlichungen
- Als der Krieg zu Ende war, Hessen 1933. Röderberg-Verlag, Frankfurt 1980
- Marburg 1933–1945, Arbeiterbewegung und Bekennende Kirche gegen den Faschismus. Röderberg-Verlag, Frankfurt 1980
- Hessen vor 50 Jahren, 1933: Naziterror und antifaschistischer Widerstand zwischen Kassel und Bergstrasse, 1932/33. Röderberg-Verlag, Frankfurt 1983
- Die Bekennende Kirche zwischen „freudigem Ja“ und antifaschistischem Widerstand. Brüder-Grimm-Verlag, Kassel 1986
- KZ Buchenwald Menschenversuche, ein dokumentarischer Bericht. NMG Buchenwald, Weimar 1986
- IG-Farben, Abteilung Behringwerke Marburg – KZ Buchenwald – Menschenversuche. Brüder-Grimm-Verlag, Kassel 1986
- Stationen eines Antifaschisten (Biographie Fritz Schmidt), VVN-Bund der Antifachisten, Kreisvereinigung Kassel, Kassel 1986
- Trotzdem ja zum Leben sagen (Biographie Willy Walberg). VVN-Bund der Antifaschisten, Kreisvereinigung Kassel, Kassel 1990
- Neofaschismus in der heutigen BRD. Landesausschuss der VVN/BdA Hessen, Frankfurt/Main 1993, 1. und 2., erw. und aktualisierte Aufl.
- Margret (Biographie Margret Walberg). VVN – Bund der Antifaschisten, Kreisvereinigung Kassel, 1994
- Geschichtsrevisionismus heute. VVN/BdA Hessen, Frankfurt am Main 1994
- Auschwitz – ein Prozess Geschichte, Fragen, Wirkungen. PapyRossa, Köln 1994
- Zwischen Abwicklung und Neugestaltung (zur Gedenkstätte Buchenwald). Hrsg. VVN-BdA, Hannover [1996]
- Zukunftsentwurf Antifaschismus: 50 Jahre Wirken der VVN für „eine neue Welt des Friedens und der Freiheit“. Pahl-Rugenstein, Bonn 1997
- Gedenken am 27. Januar. VVN – Bund der Antifaschistinnen und Antifaschisten, Hannover 1999
- Christen gegen Faschismus und Krieg – Entscheidung für Leben und Solidarität. VVN-BdA, Hannover 1999
- Antifaschist und Gewerkschafter – Willy Schmidt eine politische Biographie. Pahl-Rugenstein, Bonn 2001
- Tut was! Strategien gegen Rechts. PapyRossa-Verlag, Köln 2007
- Peter Gingold, Paris – Boulevard St. Martin No.11, Ein jüdischer Antifaschist und Kommunist in der Resistance und der Bundesrepublik. PapyRossa-Verlag, Köln 2009 (Herausgeber; 2013 unter dem Titel Jamais résignés! in französischer Übersetzung erschienen)
- Federation Internationale des Resistants (FIR) – Association Antifasciste 1951–2011. FIR, Berlin 2011
- „Wo man Bücher verbrennt, verbrennt man am Ende auch Menschen“ – Dokumente und Materialien zur Bücherverbrennung. Hrsg. VVN-BdA Hessen, Frankfurt/M. 2013
- Heinrich Vogeler/Johannes R. Becher, Das Dritte Reich, kommentierte Reprintausgabe von 1934. Selbstverlag, Kassel 2013
- Antifaschismus. Reihe: Basiswissen, PapyRossa-Verlag, Köln 2014
- Das Potsdamer Abkommen: Grundlage für eine friedliche und antifaschistische Nachkriegsentwicklung. Hrsg. VVN-BdA Bundesorganisation, Berlin 2015
- 70 Jahre VVN: Widerstehen – Damals – heute – morgen. Hrsg. VVN-BdA Bundesorganisation, Berlin 2017
- Résistance. Reihe Basiswissen, PapyRossa-Verlag Köln 2019
- Michel Vanderborght Award 2019. (Veranstaltungsdokumentation), FIR Berlin 2019
- Auschwitz. Reihe Basiswissen PapyRossa-Verlag Köln 2020
- Wir vergessen nicht! Das andere Buchenwald-Gedenken 2020, hrsg. Lagerarbeitsgemeinschaft Buchenwald-Dora e. V./ Lagergemeinschaft Buchenwald-Dora/Freundeskreis e. V., Frankfurt/M. 2020
- Antisemitismus im Dritten Reich. Von der Ausgrenzung zum Völkermord. Eine Einführung. PapyRossa-Verlag, Köln 2021
- 50 Jahre Oberhausener Kongress der VVN – Öffnung der VVN für junge Generationen, hrsg. VVN-BdA Bundesorganisation, Berlin 2021
- Gedenkstätten der FIR zu antifaschistischem Kampf und Verfolgung, Fédération Internationale des Résistants (FIR), Berlin 2021
- 1933 – Der Weg ins Dritte Reich, Analysen und Dokumente zur Errichtung der NS-Herrschaft, PapyRossa-Verlag, Köln 2022
- 90 Jahre Jochen Boczkowski, Kommunist – Friedenskämpfer – Naturfreund – Antifaschist, eine politische Biographie, hrsg. VVN-BdA Kreisvereinigung Kassel, Kassel 2023
- Die „Weltliga gegen den Faschismus“ 1923/24, Masch-Skripte, Neue Impulse Verlag, Essen 2023
- Die "Antifaschistische Weltliga" von 1923/24 in Quellen und Dokumenten, Neue Impulse Verlag, Essen 2024, ISBN 9783961700707.
- Arbeiterwiderstand im Dritten Reich, Reihe Basiswissen. PapyRossa Verlag, Köln 2024, ISBN 9783894388287.
- Buchenwald – ein Konzentrationslager. Reihe Basiswissen. PapyRossa Verlag, Köln 2025, ISBN 978-3-89438-845-4.

Veröffentlichungen gemeinsam mit anderen Autoren bzw. Herausgebern:
- Antifaschismus am Beispiel eines Lebens – Biographie Cilly Schäfer (gemeinsam mit Gabriel B. Moeller). Vereinigung d. Verfolgten d. Naziregimes, Bund d. Antifaschisten, Marburg/Biedenkopf 1979
- Buchenwald, ein Konzentrationslager: Berichte-Bilder-Dokumente (gemeinsam mit Emil Carlebach und Willy Schmidt). Pahl-Rugenstein, Bonn 2000
- Organisierter Widerstand im KZ Buchenwald (gemeinsam mit Horst Gobrecht). Lagergemeinschaft Buchenwald-Dora/Freundeskreis, Frankfurt 2005
- Resistance = Widerstand – ein Leben lang! (gemeinsam mit Horst Gobrecht). Lagergemeinschaft Buchenwald-Dora/Freundeskreis, Frankfurt 2006
- Antifaschismus in Europa (gemeinsam mit Michel Vanderborght). Pahl-Rugenstein-Verlag, Bonn 2007
- Karte der Lager und anderer Nazi-Haftstätten (gemeinsam mit Jean Cardoen). Institut des Veterans, Brüssel 2011
- „… einen bescheidenen Beitrag geleistet“ – Alfred Schellenberger – antifaschistischer Widerstand und Briefe aus den Konzentrationslagern Lichtenburg und Buchenwald (gemeinsam mit Horst Gobrecht). GNN-Verlag, Schkeuditz 2011
- Emil Carlebach – Widerstandskämpfer und ehemaliger Häftling des Konzentrationslagers Buchenwald. Dokumentation zum 100. Geburtstag (gemeinsam mit Christoph Leclaire). Hrsg. von der Lagergemeinschaft Buchenwald-Dora/Freundeskreis, Bonn 2014
- Tage der Befreiung 1945: Kassel – Tigerstadt – Trümmerstadt, Träume einer neuen Zeit (gemeinsam mit Helge von Horn). Hrsg. DGB Nordhessen, Kasseler Friedensforum, VHS Kassel, VVN-BdA Kassel, Kassel 2015
- Antifaschismus als Herausforderung und Orientierung für Christen: Gestern – heute – morgen (gemeinsam mit Tobias Jachmann). Hrsg. VVN-BdA Bundesorganisation, Berlin 2015
- Antifaschistischer Widerstand in Europa 1922–1945 (gemeinsam mit Jean Cardoen). PapyRossa-Verlag, Köln 2015
- Hans Gasparitsch – Widerstandskämpfer und ehemaliger Häftling der Konzentrationslager Dachau und Buchenwald. Dokumentation zum 100. Geburtstag (gemeinsam mit Christoph Leclaire). Hrsg. von der Lagergemeinschaft Buchenwald-Dora/Freundeskreis, Bochum 2018
- Wilhelm Hammann, Lehrer – Kommunist – „Retter der Kinder“ in Buchenwald – „Gerechter unter den Völkern“, Dokumentation zum 125. Geburtstag (gemeinsam mit Geert Platner), Hrsg. von der Lagergemeinschaft Buchenwald-Dora/ Freundeskreis e. V., Bochum 2021
- Faces of Ordinary Fascism, International Conference, Budapest, August 27, 2022, Hrsg. im Auftrag der FIR, Berlin 2022
- Lebensmotto: Frieden und Antifaschismus, Film über Ulli und Traute Sander, r-mediabase 2025 (68 min.) - redaktionelle Mitarbeit an diesem Erinnerungsprojekt.